# Malathi de Alwis
Malathi (Mala) de Alwis  fue una antropóloga, profesora, feminista y activista en el International Centre for Ethnic Studies, de Colombo, Sri Lanka. También enseña en el Programa MA en Estudios de la Mujer en la Facultad de Estudios de Posgrado, Universidad de Colombo y fue previamente profesora visitante asociada de Antropología de la Facultad de Postgrado, La Nueva Escuela, Nueva York. Actualmente está coordinando un proyecto multisitio multidisciplinar, en varios idiomas, de investigación titulado: "Reconstrucción Post-Tsunami  en contextos de guerra: Un estudio de base de la geopolítica de ayuda humanitaria en el norte y este de Sri Lanka y Aceh, Indonesia."
De Alwis obtuvo su doctorado en antropología sociocultural por la Universidad de Chicago, donde fue miembro fundadora de "Mujeres contra la Coalición de la Guerra" y ganadora de la Premio Ruth Murray por el Mejor Ensayo en Estudios de Género. Es también poeta y escritora de historias cortas, y guionista en varios proyectos fílmicos. Y, desde hace muchos años, contribuye a una columna feminista anónima, "Cat's Eye" ("Ojo de gato"), que se publica todos los miércoles en el diario Inglés, The island.

## Investigaciones
De Alwis describe sus intereses de investigación en la siguiente manera:

"Gran parte de mi trabajo inicial se centró en género, nacionalismo, militarismo, y resistencia; que culminó en mi tesis de investigación sobre las condiciones posibles de maternidad en la protesta política en Sri Lanka. He ampliado mi preocupación por estas cuestiones en dos trayectorias ligeramente diferentes en la actualidad: (1) repensar el pacifismo feminista en Sri Lanka, en especial cómo se constituye la categoría de lo "político", movilizada y reiterado y (2) interrogar las categorías de sufrimiento y sentimientos; inicialmente explorados en conjunción con la categoría de la maternidad; dentro del contexto más amplio de la ayuda humanitaria en situaciones de conflicto y del más reciente tsunami que devastó vastas zonas de la costa de Sri Lanka ".

## Algunas publicaciones
- "The 'Purity' of Displacement and the Re-territorialization of Longing : Muslim Women Refugees in North-Western Sri Lanka", in Sites of Violence: Feminist Politics in Conflict Zones, eds. Wenona Giles & Jennifer Hyndman. Berkeley: University of California Press, 2004.

- “Feminism” in A Companion to the Anthropology of Politics, eds. Joan Vincent and David Nugent. Boston: Blackwell, 2004.
- “Beyond Gender: Towards a Feminist Analysis of Humanitarianism and Development  in Sri Lanka” in Women’s Studies Quarterly, V. XXXI: 3&4, otoño/invierno 2003, con Jennifer Hyndman.

- “ ‘Housewives of the Public’: The Cultural Signification of the Sri Lankan Nation” in Crossing Borders & Shifting Boundaries, v. 2, eds. Ilse Lenz, Helma Lutz, Mirjana Morokvasic-Muller, Claudia Schoning-Kalender & Helen Schwenken. Opladen: Leske + Budrich, 2002.

- "Ambivalent Maternalisms: Cursing as Public Protest in Sri Lanka" in The Aftermath: Women in Post-war Reconstruction, eds. Meredeth Turshen, Sheila Meintjes & Anu Pillay. Londres: Zed Press, 2001.

- "The Contingent Politics of the Women's Movement in Sri Lanka", with Kumari Jayawardena,  in Women in Post-Independence Sri Lanka, ed. Swarna Jayaweera. Delhi: Sage, 2002.

- "The 'Language of the Organs': The Political Purchase of Tears in Sri Lanka" in Haunting Violations: Feminist Criticisms & the Crisis of the 'Real', eds. Wendy Hesford and Wendy Kozol. Champagne: Univ. of Illinois Press, 2000.

### Libros
- Feminists Under Fire: Exchanges Across War Zones. Coeditó con Wenona Giles, Edith Klein & Neluka Silva. Toronto: Between the Lines (2003). (volumen traducido al serbio/bosnio/croata, cingalés & tamil).

- Casting Pearls: The Women's Franchise Movement in Sri Lanka. With Kumari Jayawardena. Colombo: Social Scientists' Association, 2001.

- Cat's Eye: A Feminist Gaze on Current Issues. Colombo: Social Scientists' Association, 2000.

- Embodied Violence: Communalising Women’s Sexuality in South Asia. Co-edited with Kumari Jayawardena. Delhi: Kali for Women/London: Zed Press, 1996.